# Sorgun (district)
Sorgun is een Turks district in de provincie Yozgat en telt 81.231 inwoners (2013). Het district heeft een oppervlakte van 1782,4 km².

## Archeologische vindplaatsen
- Alişar Höyük
- Çadır Höyük